# مقاطعة روسكيلد
مقاطعة روسكيلد (Roskilde County) كانت مقاطعة سابقة في جزيرة زيلاند (Sjælland) في شرق الدنمارك. تم إلغاء هذه المقاطعة في الأول من يناير 2007، حيث تم دمجها في منطقة زيلاند (Region Sjælland).
روسكيلد هو أيضًا اسم عاصمة المقاطعة واسم بلدية (kommune) في الدنمارك. تقع مدينة روسكيلد الصغيرة على بعد 30 كيلومترًا غرب كوبنهاغن. كانت روسكيلد تاريخياً المكان الذي يتم فيه تتويج ملوك الدنمارك، في كاتدرائية روسكيلد الشهيرة. وتحتضن المدينة أيضًا متحف السفن الفايكنج، وجامعة ذات طابع "بديل"، بالإضافة إلى مهرجان روسكيلد السنوي للموسيقى، الذي يُعد واحداً من أكبر المهرجانات الموسيقية في أوروبا ويجذب عشرات الآلاف من الزوار كل عام..